# Oleh Tsjoezjda
Oleh Tsjoezjda (Oekraïens: Олег Чужда) (Canet d'En Berenguer, 8 mei 1985) is een Oekraïens voormalig wielrenner. Hij is de zoon van voormalig wielrenner Oleh Petrovytsj Tsjoezjda, die onder meer de Ronde van Navarra won in 1983.

## Overwinningen
2005
3e etappe Ronde van Segovia
2008
Eindklassement Ronde van Madrid
2009
8e etappe Ronde van Portugal
2010
1e etappe Ronde van Portugal

## Resultaten in voornaamste wedstrijden
| Jaar | Amstel Gold Race | Luik-Bast.‑Luik |  | WK op de weg |
| ---- | ---------------- | --------------- |  | ------------ |
| 2008 |                  |                 |  | 74e          |
| 2009 |                  |                 |  |              |
| 2010 |                  |                 |  |              |
| 2011 |                  |                 |  | 56e          |
| 2012 | 136e             | opgave          |  |              |

## Ploegen
- 2006- Comunidad Valenciana
- 2007- Fuerteventura-Canarias
- 2008- Contentpolis-Murcia
- 2009- Contentpolis-Ampo
- 2010- Caja Rural
- 2011- Caja Rural
- 2012- Accent.Jobs-Willems Veranda's (tot 31-5)
- 2012- AA Drink (vanaf 1-6)
- 2013- Mutua de Levante-Delikia-Cafemax

Ballester ·
Bernabéu ·
Blanco ·
Bonilla ·
Casas ·
Cherro ·
Gomis ·
Jiménez ·
Latasa ·
Lloret ·
Martínez ·
Mosquera ·
Muñoz ·
Olmo ·
Pascual ·
Pecharroman ·
Peiro ·
Plaza ·
Sánchez ·
Tsjoezjda
Caethoven · A. Cappelle · Tsjoezjda · De Vocht · De Wilde · Degand · Drucker · Gilbert · Goris · Habeaux · Hoste · Ista · Scheirlinckx · Van Dijk · Van Goolen · Van Groen · Van Melsen · Vanlandschoot · Verbist · De Troyer (stagiair) · Stevens (stagiair) · Verraes (stagiair)